# Diapetimorpha cognator
Diapetimorpha cognator là một loài tò vò trong họ Ichneumonidae.